# Oneida Castle
Oneida Castle est un village du comté d'Oneida, dans l'État de New York, aux États-Unis,. En 2010, il comptait une population de 625 habitants.

## Démographie
Lors du recensement de 2010, le village comptait une population de 625 habitants. Elle est estimée, en 2019, à 622 habitants.